# Ignaz Withalm
Ignaz Withalm (23. března 1851 Gaunersdorf – 16. září 1910 Gaunersdorf), byl rakouský politik německé národnosti z Dolních Rakous, na počátku 20. století poslanec Říšské rady.

## Biografie
Působil jako zemědělec a mlynář. Vychodil národní školu. Byl ředitelem spořitelny a záložny a viceprezidentem společnosti dráhy Gänserndorf–Gaunersdorf. Od roku 1876 zasedal v obecním výboru a byl dlouholetým starostou Gaunersdorfu. Zasedal v okresní školské radě a okresním silničním výboru. Obec mu udělila čestné občanství.
Zasedal i jako poslanec Dolnorakouského zemského sněmu. Zvolen sem byl v roce 1902 coby kandidát Křesťansko sociální strany za kurii venkovských obcí, obvod Mistelbach atd. Mandát na sněmu obhájil roku 1909 a poslancem byl do své smrti roku 1910.
Působil i jako poslanec Říšské rady (celostátního parlamentu Předlitavska), kam usedl ve volbách do Říšské rady roku 1907, konaných poprvé podle všeobecného a rovného volebního práva. Byl zvolen za obvod Dolní Rakousy 54. V parlamentu setrval do své smrti roku 1910. Po volbách roku 1907 byl uváděn coby člen klubu Křesťansko-sociální sjednocení.
Zemřel v dubnu 1915 po dlouhé nemoci. Jeho vnukem byl rakouský politik a vicekancléř Hermann Withalm.